# Pursuit (Film)
Pursuit ist ein im Jahre 1972 gedrehter 73-minütiger Fernsehthriller unter der Regie von Michael Crichton.

## Handlung
In dem Film versucht der Extremist James Wright (gespielt von E. G. Marshall), auf einer Parteiversammlung der Demokraten in San Diego ein Giftgas-Attentat zu verüben. Ihm auf den Fersen ist FBI-Agent Steven Graves (Ben Gazzara), der die Aktion zu verhindern versucht. Dabei entwickelt sich ein Katz-und-Maus-Spiel, nicht zuletzt aufgrund der überragenden Intelligenz des Attentäters.

## Wissenswertes
Pursuit war einer der ersten Filmerfolge von Michael Crichton, der in seinem Film auch selbst einen kleinen Auftritt hat. Auch war diese Produktion die erste Zusammenarbeit Crichtons mit Filmkomponist Jerry Goldsmith, der später fast alle Regiearbeiten von ihm vertont hat.